# Spolí (Vojníkov)
Spolí je malá osada, součást obce Vojníkov v okrese Písek v Jihočeském kraji. Osada leží asi deset kilometrů vzdušnou čarou severně od města Písek jižně od zákrutu od řeky Otavy. Spolí leží v katastrálním území Louka. Jedná se původně o zaniklou středověkou vesnici, která je poprvé zmiňována již v první polovině 13. století. V současnosti se zde nachází pouze chalupa a menší statek. Ostatní stavení jsou malé chatky. Dříve osadou procházela stezka vedoucí z Písku na hrad Zvíkov. V současnosti tudy prochází asfaltová silnice vedoucí z Louky do Tuklek.